# Paratriodonta normandi
Paratriodonta normandi är en skalbaggsart som beskrevs av Baraud 1961. Paratriodonta normandi ingår i släktet Paratriodonta och familjen Melolonthidae. Inga underarter finns listade i Catalogue of Life.